# Championnat de Thaïlande de football 2017
Navigation
2016 2018
La saison 2017 de la Thai League 1 est la vingt-et-unième édition du championnat de Thaïlande de football et la première sous l'appellation « Thai League 1 ». La saison débute le 11 février 2017 et se terminera le 18 novembre 2017. Les trois équipes promues de deuxième division sont le Thai Honda Ladkrabang, l'Ubon UMT United et le Port FC, qui remplacent l'Army United, le Chainat Hornbill et le BBCU.
Cette saison voit le démarrage d'un partenariat avec la société Toyota, le championnat se voyant à présent référé sous l'appellation « Toyota Thai League ».

## Participants

### Localisation des clubs
Localisation des clubs engagés en Thai League 1
| Clubs du Grand Bangkok · Bangkok United (Pathum Thani) · Bangkok Glass (Pathum Thani) · Muangthong United (Pak Kret) · Port FC (Bangkok) · Super Power FC (Samut Prakan) · Thai Honda (Bangkok) · BEC Tero Sasana (Bangkok) Grand Bangkok Buriram Chiangrai Chonburi Nakhon Ratchasima Navy Pattaya Ratchaburi Sisaket Sukhothai Suphanburi Ubon |

### Présentation
Les 15 premiers du Championnat de Thaïlande de football 2016 ainsi que les trois premiers de la Thai Division 1 2016 participent à la compétition.
| Club                     | Dernière montée | Classement 2016 | Entraîneur                 | Depuis | Stade                     | Capacité théorique | Nombre de saisons en D1 |
| ------------------------ | --------------- | --------------- | -------------------------- | ------ | ------------------------- | ------------------ | ----------------------- |
| Muangthong United        | 2009            | 1er             | Totchtawan Sripan          | 2016   | Stade SCG                 | 15 000             | 8                       |
| Bangkok United           | 2013            | 2e              | Alexandré Pölking          | 2014   | Stade Thammasat           | 25 000             | 10                      |
| Bangkok Glass            | 2009            | 3e              | Surachai Jaturapattarapong | 2017   | Stade Leo                 | 16 014             | 8                       |
| Buriram United           | 2004            | 4e              | Božidar Bandović           | 2017   | Stade I-Mobile            | 32 600             | 12                      |
| Chonburi FC              | 2006            | 5e              | Therdsak Chaiman           | 2015   | Stade Chonburi            | 8 680              | 11                      |
| Ratchaburi Mitr Phol     | 2013            | 6e              | Pacheta                    | 2016   | Stade Mitr Phol           | 10 000             | 4                       |
| Sukhothai FC             | 2016            | 7e              | Pairoj Borwonwatanadilok   | 2017   | Stade Thung Thalay Luang  | 9 500              | 1                       |
| Chiangrai United         | 2011            | 8e              | Alexandre Gama             | 2017   | Stade Singha              | 11 354             | 6                       |
| BEC Tero Sasana          | 1996            | 9e              | Mike Mulvey                | 2017   | Stade Boonyachinda        | 3 550              | 20                      |
| Suphanburi FC            | 2013            | 10e             | Adebayo Gbadebo            | 2017   | Stade Suphanburi          | 25 709             | 6                       |
| Nakhon Ratchasima FC     | 2015            | 11e             | Miloš Joksić               | 2016   | Stade du 80e anniversaire | 24 641             | 2                       |
| Pattaya United           | 2016            | 12e             | Surapong Kongthep          | 2017   | Stade Nong Prue           | 5 500              | 7                       |
| Sisaket FC               | 2010            | 13e             | Chalermwoot Sa-ngapol      | 2017   | Stade Sri Nakhon Lamduan  | 10 000             | 6                       |
| Navy FC                  | 2015            | 14e             | Somchai Chuayboonchum      | 2017   | Stade Navy                | 6 000              | 12                      |
| Super Power Samut Prakan | 1998            | 15e             | Suksan Khunsuk             | 2017   | Stade Keha Bang Phli      | 5 100              | 19                      |
| Thai Honda Ladkrabang    | 2017            | 1er (D2)        | Aktaporn Chalitaporn       | 2017   | Stade du 72e anniversaire | 10 000             | 2                       |
| Ubon UMT United          | 2017            | 2e (D2)         | Scott Cooper               | 2015   | Stade UMT                 | 6 000              | 0                       |
| Port FC                  | 2017            | 3e (D2)         | Jadet Meelarp              | 2017   | Stade PAT                 | 7 000              | 18                      |

Légende des couleurs
- Phase de groupes de la Ligue des champions 2017
- Deuxième tour de qualification de la Ligue des champions 2017
- Promu de la Thai Division 1 2016

### Changements d'entraîneur
| Équipe      | Entraîneur sortant    | Motif               | Date de départ    | Entraîneur entrant         | Date d'arrivée    |
| ----------- | --------------------- | ------------------- | ----------------- | -------------------------- | ----------------- |
| Sisaket     | Dusit Chalermsan      | Renvoi              | 2 mars 2017       | Velizar Popov              | 15 mars 2017      |
| Super Power | Chalermwoot Sa-ngapol | Démission           | 9 mars 2017       | Jason Withe                | 9 mars 2017       |
| Sukhothai   | Somchai Makmool       | Renvoi              | 10 mars 2017      | Pairoj Borwonwatanadilok   | 12 mars 2017      |
| Suphanburi  | Sérgio Farias         | Consentement mutuel | 16 avril 2017     | Worrawoot Srimaka          | 16 avril 2017     |
| Thai Honda  | Sirisak Yodyardthai   | Renvoi              | 30 avril 2017     | Leonardo Neiva             | 30 avril 2017     |
| Suphanburi  | Worrawoot Srimaka     | Consentement mutuel | 21 mai 2017       | Adebayo Gbadebo            | 22 mai 2017       |
| Super Power | Jason Withe           | Démission           | 1er juin 2017     | Apisit Kaikaew             | 1er juin 2017     |
| BEC Tero    | Uthai Boonmoh         | Démission           | 3 juin 2017       | Mike Mulvey                | 5 juin 2017       |
| Buriram     | Ranko Popović         | Démission           | 13 juin 2017      | Božidar Bandović           | 13 juin 2017      |
| Port        | Jadet Meelarp         | Consentement mutuel | 22 juin 2017      | Kiatisuk Senamuang         | 23 juin 2017      |
| Glass       | Aurelio Vidmar        | Consentement mutuel | 10 juillet 2017   | Surachai Jaturapattarapong | 10 juillet 2017   |
| Thai Honda  | Leonardo Neiva        | Renvoi              | 29 juillet 2017   | Aktaporn Chalitaporn       | 30 juillet 2017   |
| Sisaket     | Velizar Popov         | Démission           | 1er août 2017     | Chalermwoot Sa-ngapol      | 1er août 2017     |
| Super Power | Apisit Kaikaew        | Renvoi              | 12 septembre 2017 | Suksan Khunsuk             | 12 septembre 2017 |
| Port        | Kiatisuk Senamuang    | Démission           | 20 septembre 2017 | Jadet Meelarp              | 20 septembre 2017 |

## Compétition

### Classement
| Rang | Équipe                   | Pts | J  | G  | N  | P  | Bp | Bc  | Diff |
| ---- | ------------------------ | --- | -- | -- | -- | -- | -- | --- | ---- |
| 1    | Buriram United           | 86  | 34 | 27 | 5  | 2  | 85 | 22  | +63  |
| 2    | Muangthong United T S L  | 72  | 34 | 22 | 6  | 6  | 79 | 29  | +50  |
| 3    | Bangkok United           | 66  | 34 | 21 | 3  | 10 | 97 | 57  | +40  |
| 4    | Chiangrai United C       | 60  | 34 | 18 | 6  | 10 | 67 | 42  | +25  |
| 5    | Bangkok Glass            | 56  | 34 | 16 | 8  | 10 | 63 | 44  | +19  |
| 6    | Ratchaburi Mitr Phol     | 55  | 34 | 16 | 7  | 11 | 63 | 49  | +14  |
| 7    | Chonburi FC              | 53  | 34 | 15 | 8  | 11 | 59 | 59  | 0    |
| 8    | Pattaya United           | 51  | 34 | 15 | 6  | 13 | 60 | 53  | +7   |
| 9    | Port FC P                | 50  | 34 | 14 | 8  | 12 | 60 | 63  | -3   |
| 10   | Ubon UMT United P        | 47  | 34 | 12 | 11 | 11 | 55 | 54  | +1   |
| 11   | Suphanburi FC            | 43  | 34 | 11 | 10 | 13 | 52 | 58  | -6   |
| 12   | Nakhon Ratchasima FC     | 41  | 34 | 10 | 11 | 13 | 42 | 48  | -6   |
| 13   | Navy FC                  | 40  | 34 | 10 | 10 | 14 | 42 | 50  | -8   |
| 14   | BEC Tero Sasana          | 39  | 34 | 10 | 9  | 15 | 42 | 57  | -15  |
| 15   | Sukhothai FC             | 36  | 34 | 8  | 12 | 14 | 54 | 66  | -12  |
| 16   | Thai Honda Ladkrabang P  | 28  | 34 | 8  | 4  | 22 | 43 | 68  | -25  |
| 17   | Sisaket FC               | 23  | 34 | 6  | 5  | 23 | 43 | 90  | -47  |
| 18   | Super Power Samut Prakan | 6   | 34 | 1  | 3  | 30 | 31 | 128 | -97  |

Qualifications asiatiques
Ligue des champions 2018
- 1er : phase de groupes
- C et 2e : deuxième tour de qualification

Championnat du Mékong des clubs 2017
- L : finale

Relégation en Thai League 2 2018
- 16e, 17e et 18e : relégation

Abréviations
- T : Tenant du titre
- C : Vainqueur de la Coupe de Thaïlande 2017
- L : Vainqueur de la Coupe de la Ligue 2017
- S : Vainqueur de la Supercoupe de Thaïlande 2017
- P : Promus de la Thai Division 1 2016

## Statistiques
| \| Rang \| Joueur \| Club \| Buts \| \| ---- \| ----------------- \| ------------------------------ \| ---- \| \| 1 \| Dragan Bošković \| Bangkok United \| 38 \| \| 2 \| Jajá \| Buriram United \| 34 \| \| 3 \| Renan Marques \| Chonburi FC \| 27 \| \| 4 \| Diogo \| Buriram United \| 26 \| \| 5 \| Leandro Assumpção \| Sisaket FC / Muangthong United \| 24 \| \| 6 \| Marcel Essombé \| Ratchaburi Mitr Phol \| 20 \| \| 7 \| Felipe Azevedo \| Chiangrai United \| 18 \| \| 8 \| Mario Ǵurovski \| Bangkok United \| 17 \| \| 9 \| Careca \| Navy FC \| 15 \| \| 9 \| Michaël N'dri \| BEC Tero Sasana \| 15 \| \| 9 \| Miloš Stojanović \| Pattaya United \| 15 \| | Classement des passeurs Cette section est vide, insuffisamment détaillée ou incomplète. Votre aide est la bienvenue ! Comment faire ? |                                |      |
| Rang | Joueur | Club                           | Buts |
| 1 | Dragan Bošković | Bangkok United                 | 38   |
| 2 | Jajá | Buriram United                 | 34   |
| 3 | Renan Marques | Chonburi FC                    | 27   |
| 4 | Diogo | Buriram United                 | 26   |
| 5 | Leandro Assumpção | Sisaket FC / Muangthong United | 24   |
| 6 | Marcel Essombé | Ratchaburi Mitr Phol           | 20   |
| 7 | Felipe Azevedo | Chiangrai United               | 18   |
| 8 | Mario Ǵurovski | Bangkok United                 | 17   |
| 9 | Careca | Navy FC                        | 15   |
| 9 | Michaël N'dri | BEC Tero Sasana                | 15   |
| 9 | Miloš Stojanović | Pattaya United                 | 15   |